# Ecstasy (Lou Reed)
Ecstasy è il diciannovesimo album in studio del cantautore statunitense Lou Reed, pubblicato il 4 aprile 2000 dalla Sire Records.

## Accoglienza
| Recensione           | Giudizio |
| -------------------- | -------- |
| AllMusic             |          |
| Entertainment Weekly | B-       |
| NME                  |          |
| Pitchfork            | 6,5/10   |
| PopMatters           | 10/10    |
| Rolling Stone        |          |

Ecstasy ha ottenuto recensioni  positive da parte dei critici musicali. Su Metacritic, sito che assegna un punteggio normalizzato su 100 in base a critiche selezionate, l'album ha ottenuto un punteggio medio di 69 basato su diciassette recensioni.

## Tracce
Testi e musiche di Lou Reed.
1. Paranoia Key of E – 4:28
2. Mystic Child – 5:01
3. Mad – 4:29
4. Ecstasy – 4:25
5. Modern Dance – 4:09
6. Tatters – 5:55
7. Future Farmers of America – 3:01
8. Turning Time Around – 4:21
9. White Prism – 4:00
10. Rock Minuet – 6:56
11. Baton Rouge – 4:54
12. Like a Possum – 18:03
13. Rouge – 1:00
14. Big Sky – 6:32

## Formazione
- Lou Reed - voce, cori, chitarra, percussioni in White Prism
- Mike Rathke - chitarra
- Fernando Saunders - basso, cori
- Tony Smith - batteria, cori, percussioni
- Don Alias - percussioni in Ecstasy
- Laurie Anderson - violino elettrico in White Prism e in Rouge
- Jane Scarpantoni - violoncello
- Steven Bernstein  - tromba
- Doug Wieselman - sassofono tenore, sassofono baritono
- Paul Shapiro - sassofono tenore

## Classifiche
| Classifiche (2000) | Posizione massima |
| ------------------ | ----------------- |
| Austria            | 48                |
| Belgio (Fiandre)   | 47                |
| Francia            | 48                |
| Germania           | 24                |
| Italia             | 20                |
| Norvegia           | 20                |
| Paesi Bassi        | 68                |
| Regno Unito        | 54                |
| Stati Uniti        | 183               |
| Svizzera           | 76                |